# سحر جابر
سحر جابر محمد عطا وهي سياسية عراقية منتمية لحزب الدعوة الإسلامية ـ تنظيم العراق، حاصلة على شهادة بكالوريوس في علم الفيزياء.
تعرضت للسجن إلى جانب أبيها وأخيها في فترة ثمانينات القرن الماضي في فترة حكم صدام حسين.
شغلت منصب عضوة في الجمعية الوطنية الانتقالية المؤقتة عامي 2004 و2005، وكانت عضو في لجنة حقوق الإنسان في الجمعية.
ثم شغلت منصب عضو في مجلس النواب العراقي في دورته الأولى عن الائتلاف العراقي الموحد ومنتخبة عن محافظة بغداد وكانت عضوة لجنة النزاهة في المجلس.
ترشحت في انتخابات عام 2010 في قائمة ائتلاف دولة القانون لكنها لم تحصل على مقعد في مجلس النواب.
تشغل حاليا منصب مستشارة وزير حقوق الإنسان لشؤون المرأة والطفل والمنظمات.